# Juan José Arnedo Sánchez
Juan José Arnedo Sánchez (Fuente Álamo (Albacete), España, 26 de enero de 1917–Madrid, 4 de abril de 2015 ) fue un empresario y editor español. Esposo de la escritora Elena Soriano y padre de la ginecóloga socialista Elena Arnedo. Diferentes fuentes lo presentan como moderno humanista, miembro histórico de la Federación Socialista Madrileña, e impulsor y patriarca de un próspero holding empresarial.

## Biografía
Ejerciendo como maestro en El Perelló de Valencia conoció a la que luego sería su mujer, también maestra, y con la que se casó al concluir la guerra civil. Fue detenido y condenado, según expediente del 8 de mayo de 1939, por ‘auxilio a la rebelión’ a una pena de veinte años de prisión menor en el penal de Chinchilla de Montearagón, conmutada luego por seis años de prisión menor en la cárcel de Valladolid. Militante socialista clandestino, en las décadas de 1950 y 1960, Arnedo trabajó como listero de la construcción y vendedor de libros, entre otros oficios hasta crear un pequeño negocio como editor de revistas tiradas a ciclostil, que desembocaría en la creación de la Editorial de Negocios S.A., en la que poco después entraría a trabajar Miguel Boyer, que más tarde sería su yerno. Así crea la revista Subastas y concursos, con oficina en el número 18 de la calle Donoso Cortés de Madrid. Próspero y floreciente negocio, según relata Galiacho en su libro dedicado a la vida íntima de Boyer, respaldado por la amistad con Eduardo Blanco Rodríguez, director general de Seguridad (DGS) en el gobierno de Francisco Franco.
También fue mecenas familiar de la revista de literatura El Urogallo, publicación que dirigió Elena Soriano, su mujer, durante seis años.
En los círculos políticos, fue miembro del consejo de administración de CEISA (Centro de Estudios e Investigaciones S.A.). En el mundo de los negocios se le considera creador del holding inmobiliario familiar "Puertos 2000 S.L." –sociedad matriz que absorbió otros negocios de la familia–, y de otras empresas hermanas como "Editorial de Negocios S.L." (constituida en 1985) y
"La Moda 92 S.L." (constituida en febrero de 1988). El 29 de abril de 2009, Arnedo presentó su dimisión como presidente de Editorial de Negocios S.A., con sede en la calle Lagasca, 21; en la que no obstante quedaron como consejeros Miguel Boyer Arnedo y su madre, Elena Arnedo. Paralelamente, Arnedo contribuye a la nueva etapa del Ateneo de Madrid.
En diciembre de 1996 había muerto Elena Soriano, madre de sus hijos y compañera de aventuras editoriales y desventuras familiares. Arnedo, casi centenario, morirá en la primavera de 2015, ese mismo año, en otoño, muere también su hija Elena.